# Coppa Italia di Serie B1 (pallavolo femminile)
La Coppa Italia di Serie B1 di pallavolo femminile è un trofeo organizzato dalla FIPAV riservato alle squadre iscritte al campionato di Serie B1.
Nasce nel 2008 dalla divisione della Coppa Italia di Serie B in due tornei riservati rispettivamente alle squadre di Serie B1 e di Serie B2.

## Albo d'oro
| Edizione         | Edizione                                                                         | Podio                                                                            | Podio                                                                            | Podio                                                                            |
| Anno             | Sede Finale                                                                      | Campione                                                                         | Risultato                                                                        | Finalista                                                                        |
| ---------------- | -------------------------------------------------------------------------------- | -------------------------------------------------------------------------------- | -------------------------------------------------------------------------------- | -------------------------------------------------------------------------------- |
| 2008-09 Dettagli | Carpi                                                                            | Santa Croce                                                                      | 3 - 0 (25-23, 25-17, 25-19)                                                      | Universal Carpi                                                                  |
| 2009-10 Dettagli | Santa Croce sull'Arno                                                            | Crema                                                                            | 3 - 2 (26-24, 25-23, 22-25, 25-27, 20-18)                                        | Santa Croce                                                                      |
| 2010-11 Dettagli | Verbania                                                                         | Ornavasso                                                                        | 3 - 0 (25-23, 25-20, 25-22)                                                      | Casalmaggiore                                                                    |
| 2011-12 Dettagli | Montichiari                                                                      | Ornavasso                                                                        | 3 - 0 (25-19, 25-15, 25-23)                                                      | Towers                                                                           |
| 2012-13 Dettagli | Rovigo                                                                           | Pro Victoria Monza                                                               | 3 - 1 (25-23, 20-25, 25-10, 29-27)                                               | Beng Rovigo                                                                      |
| 2013-14 Dettagli | Padova                                                                           | Trentino Rosa                                                                    | 3 - 2 (25-16, 25-12, 22-25, 15-25, 18-16)                                        | Chieri '76 Carol's                                                               |
| 2014-15 Dettagli | Orvieto                                                                          | Zambelli Orvieto                                                                 | 3 - 1 (25-14, 25-18, 10-25, 25-20)                                               | ATA Trento                                                                       |
| 2015-16 Dettagli | San Giovanni in Marignano                                                        | Millenium Brescia                                                                | 3 - 2 (26-24, 26-28, 25-18, 22-25, 15-8)                                         | Properzi                                                                         |
| 2016-17 Dettagli | Montecchio Maggiore                                                              | Properzi                                                                         | 3 - 0 (25-20, 25-19, 14-25, 25-18)                                               | Santa Teresa                                                                     |
| 2017-18 Dettagli | Cutrofiano                                                                       | Libertas Martignacco                                                             | 3 - 1 (25-14, 16-25, 25-23, 25-15)                                               | San Lazzaro                                                                      |
| 2018-19 Dettagli | Vicenza                                                                          | Futura Giovani                                                                   | 3 - 1 (21-25, 25-14, 25-20, 25-19)                                               | Vicenza                                                                          |
| 2019-20          | Edizione interrotta a causa del diffondersi della pandemia di COVID-19 in Italia | Edizione interrotta a causa del diffondersi della pandemia di COVID-19 in Italia | Edizione interrotta a causa del diffondersi della pandemia di COVID-19 in Italia | Edizione interrotta a causa del diffondersi della pandemia di COVID-19 in Italia |
| 2020-21          | Non disputata                                                                    | Non disputata                                                                    | Non disputata                                                                    | Non disputata                                                                    |
| 2021-22          | Non disputata                                                                    | Non disputata                                                                    | Non disputata                                                                    | Non disputata                                                                    |
| 2022-23 Dettagli | Bologna                                                                          | Bologna                                                                          | 3 - 1 (25-21, 23-25, 25-22, 25-16)                                               | Vallecamonica Sebino                                                             |
| 2023-24 Dettagli | Campobasso                                                                       | Castelfranco                                                                     | 3 - 1 (25-11, 25-23, 22-25, 25-19)                                               | Concorezzo                                                                       |
| 2024-25 Dettagli | Fasano                                                                           | Bologna                                                                          | 3 - 2 (25-17, 25-19, 19-25, 22-25, 15-12)                                        | Il Podio Fasano                                                                  |